# Alain Cavalier
Alain Cavalier és el nom artístic d'Alain Fraissé (Vendôme, 14 de setembre de 1931), director de cinema francès.

## Primers anys
El seu pare, el socialista abans de la Segona Guerra Mundial, es va convertir en antisemita i anticomunista després de la derrota de 1940, mentre que el jove Alain considera els combatents de la resistència com els seus herois.
Va estar 7 anys a l'internat, una experiència que va tenir una influència duradora en ell ja que, com deia, «portem una vida col·lectiva. Impossible amagar una llibreta. Estem en competició, la diversió, l'amistat, en la terrible impossibilitat de la solitud».
Després d'estudiar Història, Cavalier va ingressar en l'Institut d'Alts Estudis Cinematogràfics de París (IDHEC). Va col·laborar amb Louis Malle a Ascenseur pour l'échafaud i Les Amants.
En 1960 va néixer la seva filla, futura actriu i directora Camille de Casabianca, que col·laborarà amb ell en el seu treball. Un any després va rodar el primer llargmetratge, de tipus comercial, però la seva orientació creadora es farà palpable gairebé vint anys després, després de moltes depuracions d'estil.

## Carrera com a director
Debutó en la direcció en 1958, amb el curtmetratge Un américain (1958). Els primers llargmetratges de Cavalier van ser Le Combat dans l'île (1961) i L'Insoumis Ambdues tracten més o menys directament sobre la Guerra d'Independència d'Algèria.
Malgrat comptar amb estrelles de la interpretació en alguna de les seves comèdies (Romy Schneider, Jean-Louis Trintignant, Alain Delon), aquestes pel·lícules van ser fracassos comercials. Els seus primers èxits van venir amb la pel·lícula policíaca Mise à sac (1967), basada en una novel·la de Donald E. Westlake) ) i, sobretot, amb el drama burgès La Chamade (1968, adaptació del llibre La chamade de Françoise Sagan) . Però va ser quan es va trobar en el punt més alt va decidir allunyar-se. La seva dona Irène Tunc va morir en un accident de cotxe el gener de 1972.
Vuit anys més tard, va tornar al cinema amb Le Plein de super (1976), una road movie coescrita amb els propis actors a partir d'experiències personals. Els protagonistes van ser Patrick Bouchitey i Nathalie Baye. Després va rodar Martin et Léa (1978). La parella de personatges que la donen títol estava interpretada per dos actors que eren parella en la vida real, Xavier Saint-Macary i Isabelle Ho. També va actuar François Berléand en un dels seus primers papers importants (encarnava a un inspector de policia, paper que repetiria després en nombroses pel·lícules).
Alain Cavalier va afinant progressivament la seva nova manera de fer cinema, utilitzant un to gairebé documental, amb actors no professionals o poc coneguts, reduint els seus equips tècnics.
El 1979 va rodar Ce répondeur ne prend pas de message, en la qual va reflectir la seva pròpia intimitat sentimental. En Un étrange voyage (1981), la seva filla conta la seva pròpia vida. Aquesta pel·lícula va guanyar el premi Louis-Delluc el 1981.
Amb Thérèse (1986) va aconseguir el major èxit de la seva carrera. Es va inspirar en la vida de la jove carmelita Teresa de Lisieux, que va tenir una vida mortificada molt breu (1873-1897), i que seria santificada. Va preparar el guió amb la seva filla Camille de Casabianca. "Tot el que es diu i es mostra va esdevenir" realment, va afirmar el director, qui va utilitzar les anotacions de la monja. En la pel·lícula, va evitar presentar de manera realista el convent. Les parets es redueixen pantalles de fons neutre, així que la va rodar en un estudi de 800 metres quadrats. Enfocava en cada escena les cares, les mans, els detalls sobretot. Va guanyar el Premi del Jurat del 39è Festival Internacional de Cinema de Canes de 1986, on va sorprendre (al temps es va passar Sacrifici  de Tarkovski, que va tenir un altre premi) i va obtenir sis Premis César el 1987, entre altres el de millor pel·lícula i millor guió original. Si el cinema francès està marcat per Renoir i Bresson, com assenyala Cavalier, en el cas de Thérèse no és excepció, encara que es reconegui més la mirada bressoniana, això sí d'un mode molt personal.
Entre 1988 i 1991 va gravar amb pocs mitjans Portraits (Retrats), seqüència de 24 entrevistes-retrats amb dones que han dedicat les seves vida a oficis manuals. Dura 295 minuts en conjunt; cada ofici es veu resumit en tretze minuts amb una sola dona en la pantalla, que parla de la seva vida. Era una sèrie destinada a la TV, després difosa en DVD i en cinemes. El director va parlar de recollir gestos d'un món obrer en vies d'extinció mitjançant primers plans de rostres, mans, gestos i objectes, sense desig de fer un "documental".
La depuració i originalitat del seu estil cinematogràfic va arribar encara més lluny amb Libera me (1993), pel·lícula sense diàlegs on recull amb força els temes de les seves primeres obres, com són l'opressió o la tortura.
En 2000 va estrenar Vies, on narra en una suma de curtmetratges les vides de gents anònimes en el seu treball artesanal. Es va gravar amb una càmera digital per a aconseguir una impressió de major immediatesa.r ».
En 2002 va barrejar realitat i ficció en la seva pel·lícula René, en la qual el seu actor protagonista (el còmic Joël Lefrançois) es proposava rebaixar els seus 155 quilos de pes.
Le filmeur (2004) és un diari íntim seva, òbviament filmat, que abasta més de deu anys. El propi Cavalier apareix com a comentarista (i actor) dels fets de la seva vida que va reconstruint.
En 2009, amb Irène, es planteja tornar a la vida de la seva antiga companya Irène Tunc, que havia mort en 1972.
En 2011, presenta, juntament amb Vincent Lindon, Pater; va ser molt ben acollit al 64è Festival Internacional de Cinema de Canes.
Després, ha rodat: Le Paradis (2014) i Le Caravage (2015).

## Filmografia

### Assistent de director
- 1957 : Les Alchimistes, d'Édouard Molinaro, curtmetratge documental
- 1957 : Appelez le 17, d'Édouard Molinaro, curtmetratge documental
- 1958 : Ascenseur pour l'échafaud de Louis Malle
- 1958 : Les Amants de Louis Malle

### Director
- 1958 : Un Américain (curtmetratge)
- 1962 : Le Combat dans l'île
- 1964 : L'Insoumis
- 1967 : Mise à sac
- 1968 : La Chamade
- 1976 : Le Plein de super
- 1978 : Martin et Léa
- 1979 : Ce répondeur ne prend pas de message
- 1981 : Un étrange voyage
- 1982 : Lettre d'Alain Cavalier (curtmetratge)[12]
- 1986 : Thérèse
- 1987 : 24 portraits d'Alain Cavalier (1a part)[13]
- 1991 : 24 portraits d'Alain Cavalier (2 part)
- 1993 : Libera Me
- 1996 : La Rencontre
- 1998 : Georges de la Tour (documenta)
- 2000 : Vies
- 2001 : René
- 2004 : Le Filmeur
- 2005 : Bonnard (migmetratge)
- 2007 : Les Braves (documental)
- 2007 : Lieux saints (migmetratge)
- 2009 : Irène
- 2009 : Sept gouttes de sommeil (migmetratge)
- 2011 : Pater
- 2014 : Le Paradis
- 2014 : Cavalier Express, compilació de vuit curtmetratges.
- 2015 : Le Caravage
- 2017 : Six portraits XL
- 2019 : Être vivant et le savoir
- 2022 : L'Amitié (documental)

## Premis i distincions
- Premi Louis-Delluc 1980 per Un étrange voyage
- 39è Festival Internacional de Cinema de Canes: Premi del Jurat i menció especial del Premi del Jurat Ecumènic del Jurat per  Thérèse
- Premi de la Unió de la Crítica de Cinema Francesa 1987: Millor pel·lícula francesa per  Teresa
- César 1987: César a la millor pel·lícula, César a la millor direcció i César al millor guió original o adaptació (amb Camille de Casabianca) per a Thérèse
- 46è Festival Internacional de Cinema de Canes: Premi del Jurat Ecumènic per Libera Me
- 58è Festival Internacional de Cinema de Canes: Un Certain Regard Premi a la intimitat per Le Filmeur
- 59è Festival Internacional de Cinema de Canes : Premi France Culture Cinéma pel comjunt de la seva obra
- Quinzena de Cineastes - 60è Festival Internacional de Cinema de Canes : Carrosse d'or pel conjunt de la seva obra
- Premi Marguerite-Duras 2010 pel conjunt de la seva obra
- Premi Jean-Vigo 2019 : Vigo d'honor